# محمد نجيب الغرابلي
محمد نجيب الغرابلي باشا ( 1293 - 1367 هـ)
( 1876 - 1947 م) من أبناء الطبقة الوسطى، ولد في قريه شابور مركز كوم حمادة محافظة البحيرة في ثمانينيات القرن التاسع عشر، تلقى تعليمه المبكر في مدرسة طنطا الابتدائية، ثم انتقل إلى القاهرة ملتحقًا بمدرسة التوفيقية الثانوية، ثم بكلية الحقوق، وأجاد اللغة الفرنسية.

## ولادته ونشأته
- ولد في قريه شابور مركز كوم حمادة محافظة البحيرة، وتوفي في القاهرة.
- قضى حياته في مصر.
- تلقى تعليمه المبكر في مدرسة طنطا الابتدائية، ثم انتقل إلى القاهرة ملتحقًا بمدرسة التوفيقية الثانوية، ثم بكلية الحقوق، وأجاد اللغة الفرنسية.
- ظهر ميله للأدب والخطابة.

## عمله
- عمل بالمحاماة واشتهر في عمله مع مجموعة من المحامين.
- وقد شغل منصب وزير المعارف أكثر من مرة كان أولها في وزارة سعد زغلول الأولى.
- كما شغل منصب وزير الداخلية
- كما شغل منصب وزير الأوقاف والعدل أكثر من مرة وتولى رئاسه وزراء مصر قبل الثورة
- كان أول «أفندي» يرقى إلى منصب «وزير»، غير أنه حاز رتبة بيه ، ثم باشا ، فيما بعد.
- كان عضوًا مؤسسًا في حزب الوفد المصري،
- أحد زعماء حركة الطلاب في ثورة 1919، وكان له دور واضح في الدفاع عن القضايا الوطنية والسياسية.

## الإنتاج الشعري
شاعر تقليدي، نظم في أغراض سياسية ووطنية واجتماعية، المتاح من شعره قصيدته في شهداء العلم الذين رحلوا عن أوطانهم، وهي تنم على حفاظه على عروض الخليل، والقافية الموحدة باستثناء ما نظمه ضمن ترجمته لرواية الأب الرحيم، تميزت قصائده بقوة الأسلوب والاعتماد على المحسنات البديعية، في مرثيته يمتزج العزاء بالفداء وحديث الفقد بتمجيد الوطنية، في القصيدة نزعة خطابية تجاري المناسبة وظروف التلقي المتوقعة.
له قصائد نشرت في مجلة الشاعر - العدد الأول - 1950، وأخرى نشرت ضمن ترجمته لرواية «الأب الرحيم»، وله مجموع شعري مخطوط.

## الأعمال الأخرى
من أعماله:
- الأب الرحيم (ترجمة عن الفرنسية) 1905
- الخطوات الأولى للمحاماة - القاهرة - مايو 191، وله عدد من المقالات نشرت في بعض الصحف الوفدية وخاصة جريدة البلاغ، بالإضافة إلى مذكرات مخطوطة.